# Caoimhghín Ó Caoláin

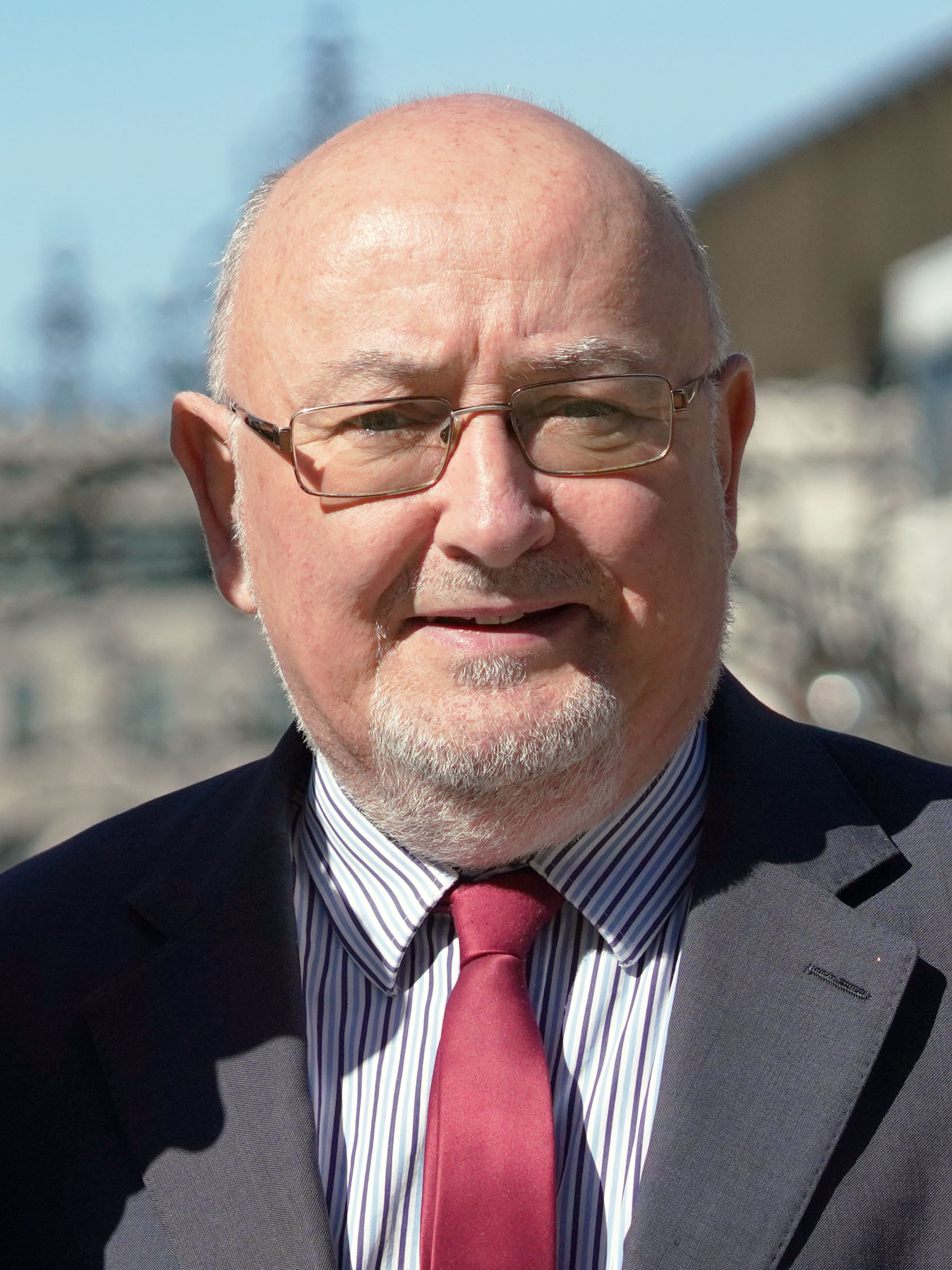
Caoimhghín Ó Caoláin (2019)

Caoimhghín Ó Caoláin [ˈkɰiːvʲiːnʲ oː ˈkɰiːlˠaːnʲ] (* 18. September 1953 in Monaghan, County Monaghan, Irland) ist ein irischer Politiker der Sinn Féin, der von Juni 1997 bis Februar 2020 Abgeordneter (Teachta Dála) im Unterhaus des Oireachtas war.

## Leben
Caoimhghín Ó Caoláin arbeitete nach seiner Schulzeit als Bankangestellter. Seit dieser Zeit engagierte er sich in den Kreisen der Sinn Féin. 
Er war Herausgeber der Sinn Féin eigenen Zeitschrift An Phoblacht. 1984 und 1989 kandidierte er erfolglos bei den Europawahlen im Bezirk Connacht–Ulster. 1985 wurde er in den Monaghan County Council gewählt. 1987, 1989 und 1992 versuchte er ohne Erfolg, für die Sinn Féin im Wahlkreis Cavan–Monaghan in den Dáil Éireann gewählt zu werden. Mitte der 1990er Jahre war er Vertreter der Sinn Féin in den Friedensforen und war Teil der Verhandlungsdelegation für das Karfreitagsabkommen. Bei den Wahlen zum Dáil Éireann 1997 gelang es ihm, einen Sitz zu erringen. Das war das erste Mal seit 1957, dass die Sinn Féin einen Sitz im Dáil Éireann gewann und das erste Mal seit 1922, dass die Sinn Féin wieder einen Sitz im Dáil Éireann einnahm. Seinen Wahlerfolg konnte er 2002, 2007, 2011 und 2016 wiederholen. 2018 kündigte er an, dass er bei den Wahlen 2020 nicht mehr zur Verfügung stünde.

## Privates
1985 heiratete er Briege McGinn, mit der er fünf Kinder hat.